# Департамент здравоохранения Гонконга
Департамент здравоохранения Гонконга несет ответственность за медицинскую политику предоставления базовых услуг здравоохранения. Государственные больницы находятся в ведении медицинских учреждений министерства. Департамент предоставляет доклады Бюро здравоохранения, социального обеспечения и продовольствия Гонконга.